# Mones Cazón
Mones Cazón es una localidad del partido de Pehuajó, provincia de Buenos Aires, Argentina.

## Historia
La localidad fue fundada por Rodolfo Mones Cazón el 4 de agosto de 1911.
El Dr. Mones Cazón nació en la ciudad de Buenos Aires, el 7 de septiembre de 1852, hijo del asturiano José Mones y de Amelia Cazón, ciudadana porteña, vinculados a la nobleza española y criolla respectivamente. Fue diputado, magistrado, publicista, diplomático y uno de los primeros pobladores de la ciudad de La Plata, donde fundó su hogar y planeó el rumbo de su nueva vida. Su familia estaba constituida por su esposa Edelmira y sus hijos María Amelia, Jorge Rodolfo, Edelmira, Adolfo Pantaleon, Alberto, Cora, María Isabel y Carlos. 
Convencido de que el progreso del país estaba vinculado a la explotación de la tierra, impulsó la creación de distintas colonias agrícolas: Villarino en Bahía Blanca, Zei-Cora en Formosa, Las Mostazas en Coronel Pringles y San José en el partido de Pehuajo. Coronó su accionar colonizador en la fundación de la entonces denominada Villa Mones Cazón, hecho registrado el 4 de agosto de 1911. 
Logró la instalación del ferrocarril, los servicios educativos y comunitarios esenciales y realizó un trabajo perseverante para atraer pobladores que se afincaran en estas tierras. 
Falleció el Buenos Aires a los setenta y dos años de edad, un 20 de marzo de 1924.

## Ubicación
Se accede a Mones Cazón por la Ruta Nacional 5, al llegar a la ciudad de Pehuajó, se continua unos 5 km más, hasta el puente que empalma con la Ruta Nacional 226, donde se gira a la izquierda. A 5 km, se debe tomar la ruta provincial 86 (a la derecha) unos 20 km, donde se encuentra el acceso a Mones Cazón, sobre la derecha, y al terminar ese acceso pavimentado, está la localidad.
En la plaza principal se ubican la Municipalidad, la iglesia, la sucursal del Banco de la Nación Argentina, el Correo, y el viejo cine español, en un antiguo y elegante edificio de estilo renacentista, de la década del 20, que fue declarado de valor histórico provincial, y que pertenece a la Asociación Española de Socorros Mutuos.

## El ferrocarril
La llegada del ferrocarril a Mones Cazón se produjo a fines del año de 1910 a 1911, construido por una empresa de capitales franceses que era denominada con la sigla C.G.B.A, que significa Compañía General Buenos Aires y la primera estación se denominó Zavaleta, luego pasó a llamarse Mones Cazón, como el nombre del fundador de dicho pueblo, este ramal tenía su estación central en la Capital Federal y se llama estación Buenos Aires, ubicada en las avenidas Vélez Sarsfield y Suárez de la ciudad, siendo las estaciones Asturias descendente y Salazar ascendente y punta de rieles Victorino de La Plaza en el distrito de Salliqueló.
Este era un ferrocarril de trocha angosta, y desde la estación es Mones Cazón se transportaban todos los cereales, las haciendas, se enviaban aves y huevos, y desde Capital se recibían alimentos y mercadería para los negocios del pueblo, así como también diarios y revistas que venían por tren en un servicio del correo argentino. 
El ferrocarril ocupaba en la localidad de Mones Cazón a más de veinticinco personas, con trabajo efectivo contando los empleados de vías y obras y los administrativos. Desde la estación se prestaba al público un servicio telegráfico de comunicación, que era muy importante por aquellos años casi un correo electrónico de la actualidad. 
Las frecuencias de los trenes eran 3 semanales de pasajeros ida y vuelta que se componían de un coche de primera clase, un coche de segunda clase, un coche comedor, un coche dormitorio, un furgón de encomiendas, un furgón para correo, y un vagón para aves y huevos. Tardaba 11 horas, y paraba en todas las estaciones, traccionado por locomotoras petroleras a vapor. El último tren pasó en 1977.

## Explotación turística
Las instituciones más importantes de Mones Cazón se encuentran rodeando a la plaza Bernardino Rivadavia, que es la principal de dicho lugar. En la plaza se encuentra una escultura del fundador del pueblo Rodolfo Mones Cazón. Rodeándola nos encontramos con edificios como el de la parroquia de San José. Fue inaugurada en el mes de octubre del año 1927 por Monseñor Bottaro y mediante la contribución de vecinos. El primer sacerdote estable y que permaneció en la localidad durante muchos años desde 1943 fue el padre Cortejarena. Actualmente es atendida por el padre Tomas Wargocky de la localidad de Henderson. Continuando con las atracciones, también situado frente a la plaza del pueblo, nos encontramos con un edificio muy antiguo. El Cine Teatro Español. El edificio del Teatro Español, Monumento Histórico Provincial y Patrimonio Cultural del partido de Pehuajó. El pueblo cuenta con dos Clubes Sociales. El Club Atlético Mones Cazón fue fundado apenas habían pasado diez años de la fundación por un grupo de vecinos, siendo su meta que la actividad deportiva reuniera a los jóvenes y convocando a los adultos en la faz social. Inaugurado un 13 de noviembre de 1921, donde actualmente funciona un bufé, salón de fiestas, parrillas, canchas de fútbol, de bochas, básquet, pelota y paddle. Cuenta además con un natatorio.  Y por otro lado, se puede observar el Club Social y Deportivo Independiente fundado el 10 de mayo de 1963. Las primeras actividades deportivas fueron futbol y un gimnasio de pesas. Luego la pileta de natación, y ya pasado algunos años comenzó la formación de un equipo de hockey llegando el mismo a ser campeón provincial. Cuenta también con un bufé, salón para eventos y parrilla salón comedor. A unos minutos del centro del pueblo, Mones Cazón tiene 4 canchas de polo. Otra atracción turística de la actualidad es la estación de ferrocarril, que se encontraba destruida y sin uso, y en el año 2014 comenzaron una importante tarea de restauración para convertirla en museo del pueblo. 
Una opción interesante de ver, es el festival que los vecinos realizan a fin de año llamado Mones Cazón: un pueblo que canta y baila, donde los habitantes suben al escenario y cantan y bailan el folklore argentino.

## Población
Cuenta con 1764 habitantes (Indec, 2010), lo que representa un descenso del 3% frente a los 1830 habitantes (Indec, 2001) del censo anterior.
| Gráfica de evolución demográfica de Mones Cazón entre 1980 y 2010 |
|                                                                   |
| Fuente: Censos nacionales del INDEC                               |

## Inundaciones
En 1989 Mones Cazón fue víctima del accionar desmedido de la naturaleza, así es que en mayo del año 1986 comienza a ingresar una gran masa de agua a la localidad.
Ante esta situación la población comenzó a trabajar con sus propias herramientas formando un cordón cuneta para paralizar el ingreso del agua. Otros con más ingenio, fabricaron bombas para extraerla. Pero todos los intentos fueron en vano no alcanzándose la meta y momentos de gran desesperación se vivieron por esos días, nadie podía permanecer dentro de sus hogares. 
Luego de los primeros momentos de impotencia y desazón, el pueblo reaccionó formándose comisiones de trabajo de emergencia y así fue como los funcionarios, jóvenes y la comunidad misma se abocaron a trabajar día y noche para frenar el ingreso del agua a sus hogares.
Consecuentemente 40 hogares con 130 personas debieron trasladarse a casas de amigos y familiares, y 5 familias se debieron alojar en la unidad sanitaria local, dejando todas sus pertenencias que no lograron tomar consigo mismo. Se conformó entonces otras comisión junto a bomberos voluntarios que recibe donaciones para los perjudicados por la catástrofe. 
Pero no solo estas fueron las consecuencias de la inundación, alrededor de 900 personas abandonaron las tierras fértiles que en algún momento supieron engrandecer la localidad buscando un futuro mejor para sus familias. 
El agua se ha ido retirando lentamente y las tierras prometen la misma fertilidad que tenían por aquellos días y su crecimiento ya es un hecho.

## Parroquias de la Iglesia católica en Mones Cazón
| Diócesis  | Nueve de Julio |
| --------- | -------------- |
| Parroquia | San José       |